# 2016 NBA Draft
2016 NBA Draft odbył się 23 czerwca 2016 w Nowym Jorku, w hali Barclays Center. Był transmitowany przez stację ESPN. Z numerem pierwszym przez Philadelphia 76ers wybrany został Australijczyk Ben Simmons.

## Pierwsza runda
| nr | Zawodnik                | Pozycja | Narodowość                  | Drużyna                                                         | College/Drużyna            |
| -- | ----------------------- | ------- | --------------------------- | --------------------------------------------------------------- | -------------------------- |
| 1  | Ben Simmons             | SF/PF   | Australia                   | Philadelphia 76ers                                              | LSU (Fr.)                  |
| 2  | Brandon Ingram          | SF      | Stany Zjednoczone           | Los Angeles Lakers                                              | Duke (Fr.)                 |
| 3  | Jaylen Brown            | SF      | Stany Zjednoczone           | Boston Celtics (z Brooklyn)                                     | California (Fr.)           |
| 4  | Dragan Bender           | PF      | Chorwacja                   | Phoenix Suns                                                    | Maccabi Tel Awiw           |
| 5  | Kris Dunn               | PG      | Stany Zjednoczone           | Minnesota Timberwolves                                          | Providence (Jr.)           |
| 6  | Buddy Hield             | SG      | Bahamy                      | New Orleans Pelicans                                            | Oklahoma (Sr.)             |
| 7  | Jamal Murray            | SG      | Kanada                      | Denver Nuggets (z New York)                                     | Kentucky (Fr.)             |
| 8  | Marquese Chriss         | PF      | Stany Zjednoczone           | Sacramento Kings (wymieniony do Phoenix)                        | Washington (Fr.)           |
| 9  | Jakob Pöltl             | C       | Austria                     | Toronto Raptors (z Denver via New York)                         | Utah (So.)                 |
| 10 | Thon Maker              | PF/C    | Australia/ Sudan Południowy | Milwaukee Bucks                                                 | Orangeville Prep (HS, Sr.) |
| 11 | Domantas Sabonis        | C/PF    | Litwa                       | Orlando Magic (wymieniony do Oklahoma)                          | Gonzaga (So.)              |
| 12 | Taurean Prince          | SF/PF   | Stany Zjednoczone           | Utah Jazz (wymieniony do Atlanta)                               | Baylor (Sr.)               |
| 13 | Jorgos Papajanis        | C       | Grecja                      | Phoenix Suns (z Washington, wymieniony do Sacramento)           | Panathinaikos BC           |
| 14 | Denzel Valentine        | PG/SG   | Stany Zjednoczone           | Chicago Bulls                                                   | Michigan State (Sr.)       |
| 15 | Juan Hernangómez        | PF      | Hiszpania                   | Denver Nuggets (z Houston)                                      | CB Estudiantes             |
| 16 | Guerschon Yabusele      | PF      | Francja                     | Boston Celtics (z Dallas)                                       | Rouen Métropole Basket     |
| 17 | Wade Baldwin            | PG/SG   | Stany Zjednoczone           | Memphis Grizzlies                                               | Vanderbilt (So.)           |
| 18 | Henry Ellenson          | PF      | Stany Zjednoczone           | Detroit Pistons                                                 | Marquette (Fr.)            |
| 19 | Malik Beasley           | PG/SG   | Stany Zjednoczone           | Denver Nuggets (z Portland)                                     | Florida State (Fr.)        |
| 20 | Caris LeVert            | PG/SG   | Stany Zjednoczone           | Indiana Pacers (wymieniony do Brooklyn)                         | Michigan (Sr.)             |
| 21 | DeAndre’ Bembry         | SG/SF   | Stany Zjednoczone           | Atlanta Hawks                                                   | Saint Joseph’s (Jr.)       |
| 22 | Malachi Richardson      | SG      | Stany Zjednoczone           | Charlotte Hornets (wymieniony do Sacramento)                    | Syracuse (Jr.)             |
| 23 | Ante Žižić              | C       | Chorwacja                   | Boston Celtics                                                  | KK Cibona                  |
| 24 | Timothé Luwawu-Cabarrot | SG/SF   | Francja                     | Philadelphia 76ers (z Miami via Cleveland)                      | KK Mega Basket             |
| 25 | Brice Johnson           | PF      | Stany Zjednoczone           | Los Angeles Clippers                                            | North Carolina (Sr.)       |
| 26 | Furkan Korkmaz          | SG      | Turcja                      | Philadelphia 76ers (z Oklahoma City via Cleveland i Denver)     | Anadolu Efes SK            |
| 27 | Pascal Siakam           | PF      | Kamerun                     | Toronto Raptors                                                 | New Mexico State (So.)     |
| 28 | Skal Labissière         | PF      | Haiti                       | Phoenix Suns (z Cleveland via Boston, wymieniony do Sacramento) | Kentucky (Fr.)             |
| 29 | Dejounte Murray         | PG      | Stany Zjednoczone           | San Antonio Spurs                                               | Washington (Fr.)           |
| 30 | Damian Jones            | C       | Stany Zjednoczone           | Golden State Warriors                                           | Vanderbilt (Jr.)           |

## Runda 2
| nr | Zawodnik          | Pozycja | Narodowość        | Drużyna                                                                       | College/Drużyna         |
| -- | ----------------- | ------- | ----------------- | ----------------------------------------------------------------------------- | ----------------------- |
| 31 | Deyonta Davis     | PF/C    | Stany Zjednoczone | Boston Celtics (z Philadelphia via Miami, wymieniony do Memphis)              | Michigan State (Fr.)    |
| 32 | Ivica Zubac       | C       | Chorwacja         | Los Angeles Lakers                                                            | KK Mega Basket          |
| 33 | Cheick Diallo     | PF/C    | Mali              | Los Angeles Clippers (z Brooklyn, wymieniony do New Orleans)                  | Kansas (Fr.)            |
| 34 | Tyler Ulis        | PG      | Stany Zjednoczone | Phoenix Suns                                                                  | Kentucky (So.)          |
| 35 | Rade Zagorac      | SG/SF   | Serbia            | Boston Celtics (z Minnesota via New Orleans i Phoenix, wymieniony do Memphis) | KK Mega Basket          |
| 36 | Malcolm Brogdon   | PG/SG   | Stany Zjednoczone | Milwaukee Bucks (z New Orleans via Sacramento)                                | Virginia (Sr.)          |
| 37 | Chinanu Onuaku    | PF/C    | Stany Zjednoczone | Houston Rockets (z New York via Portland i Sacramento)                        | Louisville (So.)        |
| 38 | Patrick McCaw     | SG/SF   | Stany Zjednoczone | Milwaukee Bucks                                                               | UNLV (So.)              |
| 39 | David Michineau   | PG      | Francja           | New Orleans Pelicans (z Denver via Philadelphia, wymieniony do L.A. Clippers) | Élan Sportif Chalonnais |
| 40 | Diamond Stone     | PF/C    | Stany Zjednoczone | New Orleans Pelicans (z Sacramento, wymieniony do L.A. Clippers)              | Maryland (Fr.)          |
| 41 | Stephen Zimmerman | PF/C    | Stany Zjednoczone | Orlando Magic                                                                 | UNLV (Fr.)              |
| 42 | Isaiah Whitehead  | PG/SG   | Stany Zjednoczone | Utah Jazz (wymieniony do Brooklyn)                                            | Seton Hall (So.)        |
| 43 | Zhou Qi           | C       | Chiny             | Houston Rockets                                                               | Xinjiang Flying Tigers  |
| 44 | Isaïa Cordinier   | SG      | Francja           | Atlanta Hawks (z Washington)                                                  | ASC Denain-Voltaire     |
| 45 | Demetrius Jackson | SG      | Stany Zjednoczone | Boston Celtics (z Memphis via Denver i Dallas)                                | Notre Dame (Jr.)        |
| 46 | A.J. Hammons      | C       | Stany Zjednoczone | Dallas Mavericks                                                              | Purdue (Sr.)            |
| 47 | Jake Layman       | SF      | Stany Zjednoczone | Orlando Magic (z Chicago, wymieniony do Portland)                             | Maryland (Sr.)          |
| 48 | Paul Zipser       | SF      | Niemcy            | Chicago Bulls (z Portland via Cleveland)                                      | Bayern Monachium        |
| 49 | Michael Gbinije   | SF      | Nigeria           | Detroit Pistons                                                               | Syracuse (Sr.)          |
| 50 | Georges Niang     | PF      | Stany Zjednoczone | Indiana Pacers                                                                | Iowa State (Sr.)        |
| 51 | Ben Bentil        | PF      | Ghana             | Boston Celtics (z Miami)                                                      | Providence (So.)        |
| 52 | Joel Bolomboy     | PF/C    | Ukraina           | Utah Jazz (z Boston via Memphis)                                              | Weber State (Sr.)       |
| 53 | Petr Cornelie     | PF      | Francja           | Denver Nuggets (z Charlotte via Oklahoma City)                                | Le Mans Sarthe Basket   |
| 54 | Kay Felder        | PG      | Stany Zjednoczone | Atlanta Hawks                                                                 | Oakland (Jr.)           |
| 55 | Marcus Paige      | PG      | Stany Zjednoczone | Brooklyn Nets (z L.A. Clippers, wymieniony do Utah)                           | North Carolina (Sr.)    |
| 56 | Daniel Hamilton   | SG/SF   | Stany Zjednoczone | Denver Nuggets (z Oklahoma City, wymieniony do Oklahoma)                      | Connecticut (So.)       |
| 57 | Wang Zhelin       | C       | Chiny             | Memphis Grizzlies (z Toronto)                                                 | Fujian Sturgeons        |
| 58 | Abdel Nader       | SF      | Egipt             | Boston Celtics (z Cleveland)                                                  | Iowa State (Sr.)        |
| 59 | Isaiah Cousins    | PG/SG   | Stany Zjednoczone | Sacramento Kings (z San Antonio)                                              | Oklahoma (Sr.)          |
| 60 | Tyrone Wallace    | PG      | Stany Zjednoczone | Utah Jazz (z Golden State)                                                    | California (Sr.)        |